# Bośnia i Hercegowina na Zimowych Igrzyskach Paraolimpijskich 2018
Bośnia i Hercegowina na Zimowych Igrzyskach Paraolimpijskich 2018 – występ kadry sportowców reprezentujących Bośnię i Hercegowinę na igrzyskach paraolimpijskich w Pjongczangu w 2018 roku.
Kadrę reprezentowała jedna zawodniczka, która wystąpiła w alpejskim slalomie gigancie i slalomie. Zajęła odpowiednio 15. i 12. miejsce. Jako jedyna przedstawicielka państwa była także chorążym podczas ceremonii otwarcia igrzysk paraolimpijskich.

## Reprezentanci
| Zawodniczka  | Dyscyplina            | Konkurencja   | Podgrupa | Czas    | Strata | Miejsce | Źródło |
| ------------ | --------------------- | ------------- | -------- | ------- | ------ | ------- | ------ |
| Ilma Kazazić | Narciarstwo alpejskie | Slalom gigant | LW3      | 3:03,05 | +40,13 | 15.     | [ 3 ]  |
| Ilma Kazazić | Narciarstwo alpejskie | Slalom        | LW3      | 2:50,96 | +55,50 | 12.     | [ 4 ]  |